# کارزار تبلیغاتی

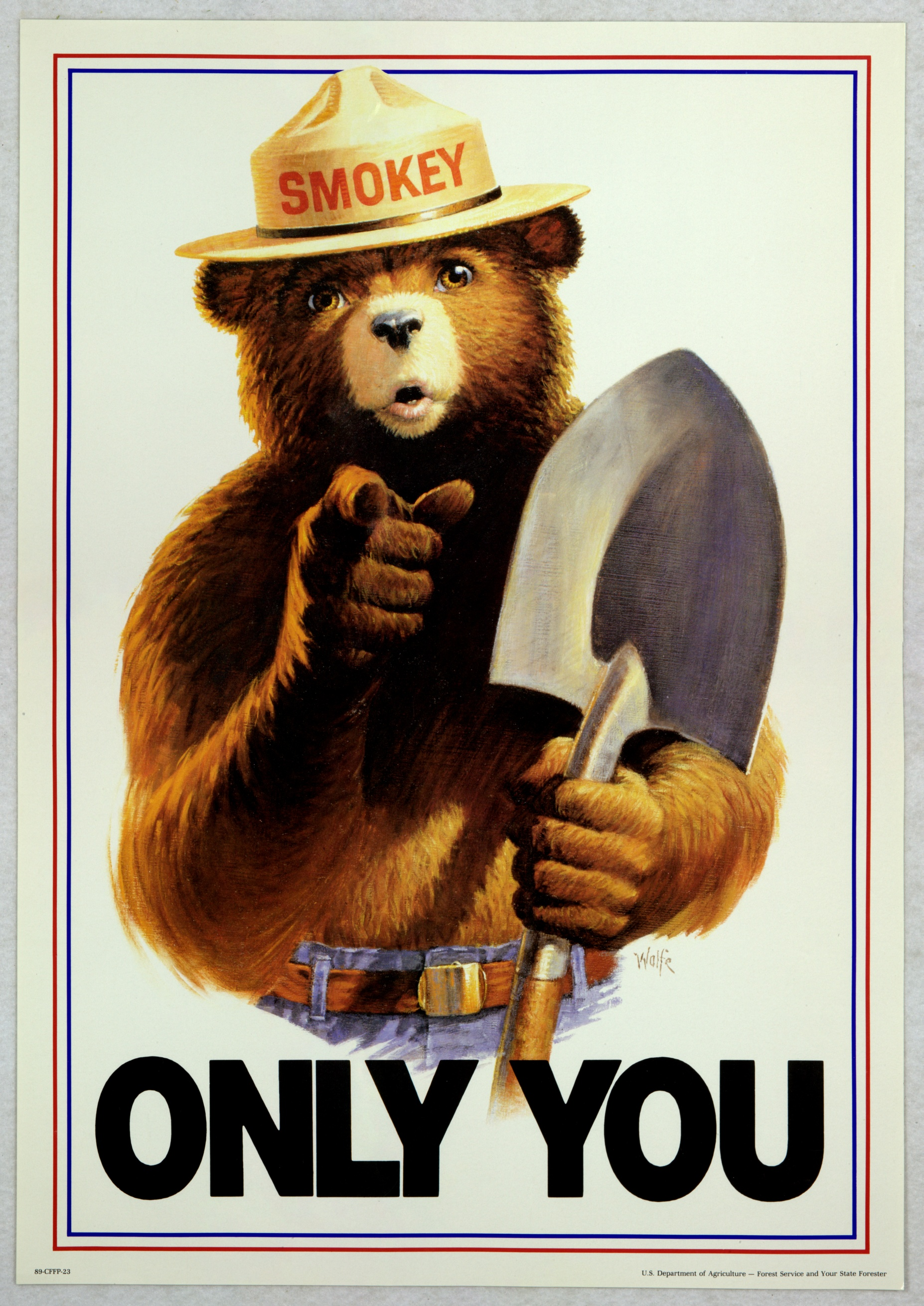
اسموکی خرسه نماد کمپین طولانی مدت سازمان جنگلداری ایالات متحده علیه آتش‌سوزی‌های جنگلی است.

کارزار تبلیغاتی (به انگلیسی: Advertising campaign) مجموعه‌ای از پیام‌های تبلیغاتی است که یک ایده و موضوع واحد را به اشتراک می‌گذارد و یک بازاریابی یک‌پارچه را تشکیل می‌دهد. بازاریابی یک‌پارچه بستری است که در آن گروهی از افراد می‌توانند ایده‌ها، باورها و مفاهیم خود را در یک پایگاه رسانه‌ای بزرگ گروه‌بندی کنند. کمپین‌های تبلیغاتی از کانال‌های رسانه ای متنوع در یک بازه زمانی خاص استفاده می‌کنند و مخاطبان شناسایی شده را هدف قرار می‌دهند.
موضوع کمپین در فعالیت‌های تبلیغاتی اصلی‌ترین پیامی است که دریافت می‌شود و تمرکز اصلی کمپین تبلیغاتی است. مضامین کمپین معمولاً با هدف استفاده برای مدت زمان قابل توجهی تولید می‌شوند، اما بسیاری از آنها به دلیل عواملی مانند مؤثر نبودن یا شرایط بازار، رقابت و … موقتی هستند.

## کاربرد کارزار
بسیاری از دانشمندان علوم ارتباطات تلاش کرده‌اند تا مرز مشخصی میان علم روابط عمومی، علم تبلیغات،
علم بازاریابی و علم فروش ترسیم کنند. در نقطه مقابل این گروه، بعضی نظریه پردازان، همه علوم روابط عمومی، تبلیغات و فروش را زیر مجموعه علم بازاریابی می‌دانند محمدیان) ۱۳۸۲، ص ۴۶ .(اگر از حوزه نظریه‌پردازی
های ذهنی خارج و به میدان عمل وارد شویم در میابیم که دستاوردهای تبلیغات، بازاریابی، فروش و روابط عمومی
در اغلب موارد همراه با یکدیگر به کار گرفته می‌شوند. به عنوان مثال، وقتی صحبت از نگارش و اجرای کمپین
تبلیغاتی برای تولد یک محصول تولیدی یا خدمتی جدید است، قطعاً از همه دستاوردهای علم بازاریابی، تبلیغات،
فروش و روابط عمومی در آن کمپین استفاده می‌شود. در کمپین بازاریابی نیز دستاوردهای علم تبلیغات، فروش
و روابط عمومی به کار گرفته می‌شوند. تجربه چهل ساله نگارنده در طراحی و اجرا و سنجش اثربخشی ده‌ها
کمپین تبلیغاتی، بازاریابی و فروش ثابت کرده‌است که نگاه یک بعدی، با واقعیت‌های موجود در بازار تجارت و
ارائه خدمات سازگار نیست. ویژگی دستاوردهای علمی این است که به صورت سیال، در همه شاخه‌های علمی
۴
دیگر، قابل استفاده اند. متأسفانه مقاومت بسیاری از مدیران مراکز تولیدی و خدماتی کشور در برابر ضرورت
استفاده از کمپین، ناشی از عدم اعتقاد آنها به برنامه‌ریزی علمی است که موجب ورشکستگی صاحبان سرمایه به علت تولد ضعیف محصول تولیدی یا ورود ضعیف به بازار مصرف می‌شود و گاهی مرگ زود هنگام آن محصول یا
شرکت را در پی دارد! این حقایق تلخ بیانگر آن است که تخصص و تجربه انباشته جهانی در علوم ارتباطات،
تبلیغات، بازاریابی و فروش مورد پذیرش بسیاری از مدیران صنایع و مراکز تولیدی و خدماتی کشور نیست. دهقان، (۱۳۹۱، ص ۱۶)

## تاریخچه تبلیغات
از دوران ماقبل تاریخ نوعی از ارتباط در خصوص وجود و در دسترس بودن اجناس و کالاها وجود داشته‌است. برخی از تصاویری که بر روی دیواره غارهای اولیه نقش بسته‌است مربوط به سازندگان اشیای ابتدایی می‌باشد؛ بنابراین تبلیغ، معقوله‌ای نیست که چندان جدید باشد و مربوط به سال‌های اخیر گردد؛ بلکه ریشه در زندگی اجتماعی انسانها دارد. با این همه آنچه ما تحت عنوان تبلیغات نو و جدید می‌شناسیم، ریشه در اواخر قرن نوزدهم و اوایل قرن بیستم در کشور ایالات متحده دارد. برای اینکه ما بهتر بتوانیم تبلیغات جدید و نوین را درک کنیم، نخست باید شرایطی را که موجب پدیدار شدن آن شده‌است، مورد بررسی قرار دهیم تا تصویر بهتری از تحولات آن در گذر زمان داشته باشیم. تبلیغات به شکل تدریجی مانند بسیاری از رسوم دیگر وارد تجارت و کسب شد و رفته‌رفته توسعه یافت زیرا لزوم آن احساس می‌شد.
سال ۱۴۵۰ یک تاریخ مهم در سابقه تبلیغات می‌باشد، زیرا در این سال بود که گوتنبرگ، انجیل معروف خود را به چاپ رسانید. و با روی کار آمدن صنعت چاپ، در واقع انقلاب عظیمی در تبلیغات چاپی ایجاد شد. تبلیغات در زمان قدیم در مقایسه با تبلیغات امروز خیلی ساده بود. با وجود این هدف اساسی از آگهی همان بود که امروزه هم هست. بدین معنا که منظور از آن، ایجاد ارتباط برای دادن اطلاعات و ایده‌ها به گروهی از مردم بود که موجب تغییر یا تقویت رفتار آنها بشود.

## ساختار یک طرح کارزار
عناصر اصلی یک طرح کمپین ارتباطات یکپارچه بازاریابی را می‌توان به صورت زیر فهرست کرد:

### تحلیل موقعیت
- تحقیق دربارهٔ محصول و شرکت
- تحقیق دربارهٔ مصرف‌کنندگان و ذی نفعان
- تحلیل بازار
- بررسی موقعیت و شرایط رقابت
- تحلیل صنعت
- تحلیل بازارگاه

### تحلیل سوآت
- عوامل درونی: قوت‌ها و ضعف‌ها
- عوامل بیرونی: فرصت‌ها و تهدیدها
- شناسایی مشکل

### استراتژی کمپین
- هدف‌ها
- شناسایی و تعیین مخاطبان
- جایگاه دهی
- استراتژی زمان‌بندی

### استراتژی ارتباطی
- تحقیق توسعه پیام
- درون مایه خلاقیت
- تاکتیک‌ها و فنون اجرایی و خلاقیت

## استراتژی کارزار
استراتژی، در اصل، یک کلمه نظامی است که از فرهنگ اصطلاحات نظامی به سایر حوزه‌های علمی از جمله حوزه‌های تبلیغات، بازاریابی و فروش وارد شده‌است. استراتژی یا راهبرد، راه رسیدن به هدف است. برای رسیدن به هدف افزایش فروش یا هدف افزایش اعتبار، راه‌های مختلفی وجود دارند که به آن استراتژی می‌گویند. نویسنده برنامه هدفمند تبلیغاتی با توجه به اطلاعات به دست آمده درمورد مشتری، سابقه محصولی، سابقه صنعت، آگهی‌های موفق یا ناموفق، معیارهای ارزشی، الزامات قانونی، محدودیت‌ها و شرایط محیطی، ابتدا امکان تحقق هدف یا اهداف را بیابد؛ مثلاً اگر هدف، افزایش فروش باشد، استراتژی‌های متعددی برای تحقق آن وجود دارند و مدیر کمپین باید تلاش کند که از میان راه‌های متعدد افزایش فروش، بهترین و آسان‌ترین را انتخاب کند. نویسنده کمپین تبلیغاتی می‌تواند راهبردهای مختلفی را برگزیند، ولی تحقق این راهبردها باید آسان و در محدوده امکانات صاحب صنعت یا محصول تولیدی یا خدمت باشد.

## روش و معیارهای ارزیابی کارزار
هدف اصلی از طراحی و اجرای کمپین تبلیغاتی تغییر رفتار مخاطب است، یعنی رای‌دهنده به جای رقیب به ما رای بدهد یا خریدار به جای خرید محصول رقیب، محصول مورد نظر ما را بخرد یا عموم مردم به جای پیروی از فرهنگ دیگران، آموزه‌های مورد نظر ما را به اجرا بگذارند. به این فرایند ذهنی، اثربخشی تبلیغات گفته می
شود. به‌طور خلاصه، اثر بخشی یعنی تأثیرگذاری بر ذهن مخاطب از طریق تولید و پخش پیام‌های تبلیغاتی، به طوری که موجب تغییر تدریجی رفتار مخاطب به سمت خرید محصول مورد نظر ما گردد. اگر پیام، اثر بخش باشد، اگر رسانه اثربخش به درستی انتخاب شده باشد، و اگر تبلیغ در زمان مناسب پخش گردد، و اگر همه این‌ها به درستی جمع گردند، فرایند ذهنی اثربخشی به درستی شکل می‌گیرد و نتیجه آن می‌تواند ظهور رفتار مورد نظر در مخاطب در قالب خرید محصول یا خدمت مورد نظر تبلیغ کننده باشد.
اثر بخشی بر پایه عکس العمل‌های رفتاری مخاطبان سنجیده می‌شود که پس از دیدن تبلیغ، اقدام به خرید محصول یا خدمت می‌کنند و صاحب محصول را به سود می‌رسانند. اثر بخشی، زنجیره ای است که حلقه اول آن تولید فکر تبلیغاتی اثر بخش و خلاق، حلقه دوم آن تولید مواد تبلیغاتی با جاذبه و ساختار اثر بخش، حلقه سوم آن رسانه مرتبط با مخاطب و پخش مواد تبلیغاتی اثربخش از رسانه مناسب و اثر بخش است. حلقه چهارم آن، فرایند ذهنی مخاطب برای تأثیر پیام و تغییر رفتار مخاطب، و حلقه پنجم آن اقدام عملی مخاطب برای خرید محصول یا خدمت مورد نظر است. دانشمندان روان‌شناسی تبلیغات در مورد فرایند ذهنی منجر به اثربخشی در افراد، نظریات مختلفی ارائه کرده‌اند که به چهار نظریه مهم اشاره می‌شود: (دهقان، ۱۳۸۵، ص۱۱۲).
ارتباطات بازاریابی یکپارچه (IMC) یک رویکرد مفهومی است که توسط اکثر سازمان‌ها برای توسعه یک برنامه استراتژیک در مورد نحوه پخش کمپین‌های بازاریابی و تبلیغاتی خود استفاده می‌شود. اخیراً تغییری در نحوه تعامل بازاریابان و تبلیغ‌کنندگان با مصرف‌کنندگان ایجاد شده‌است که آن را به عنوان گفتگوی بین تبلیغات می‌دانند.